# Cservenka
Cservenka (szerbül Црвенка / Crvenka, németül: Tscherwenka / Rotweil) város Szerbiában, a Vajdaságban, a Nyugat-bácskai körzetben.

## Fekvése
Kúlától 8 km-re északnyugatra fekszik, Kúla városkörnyéki települése.

## Nevének eredete
Neve bolgárul vöröstéglás épületet jelent.

## Története

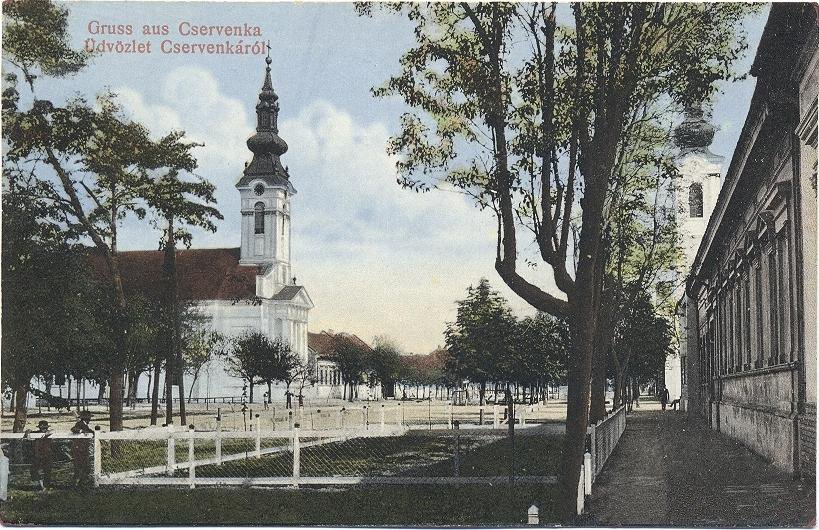
A második világháború után lerombolt evangélikus és református templomok

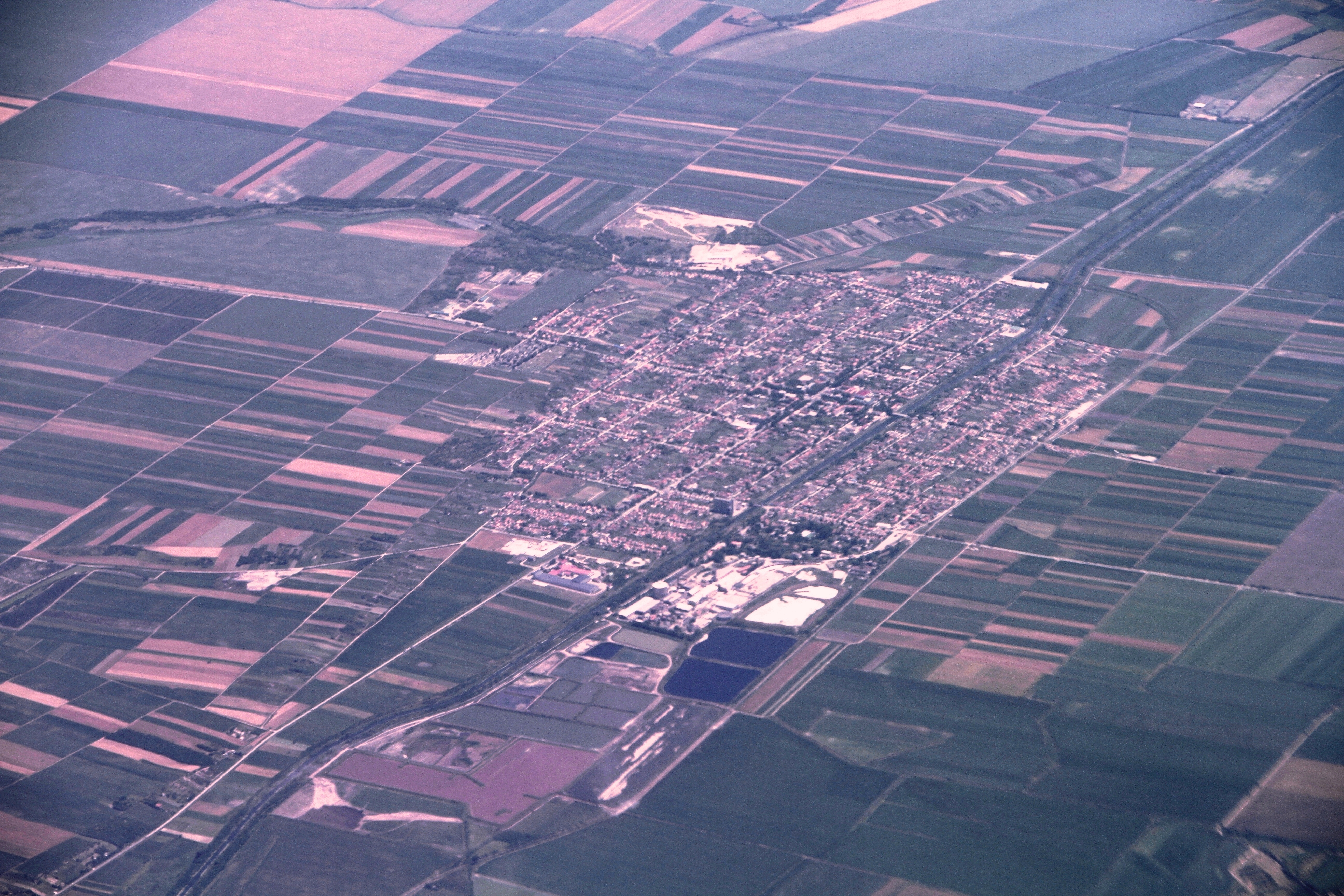
Légifotó a városról

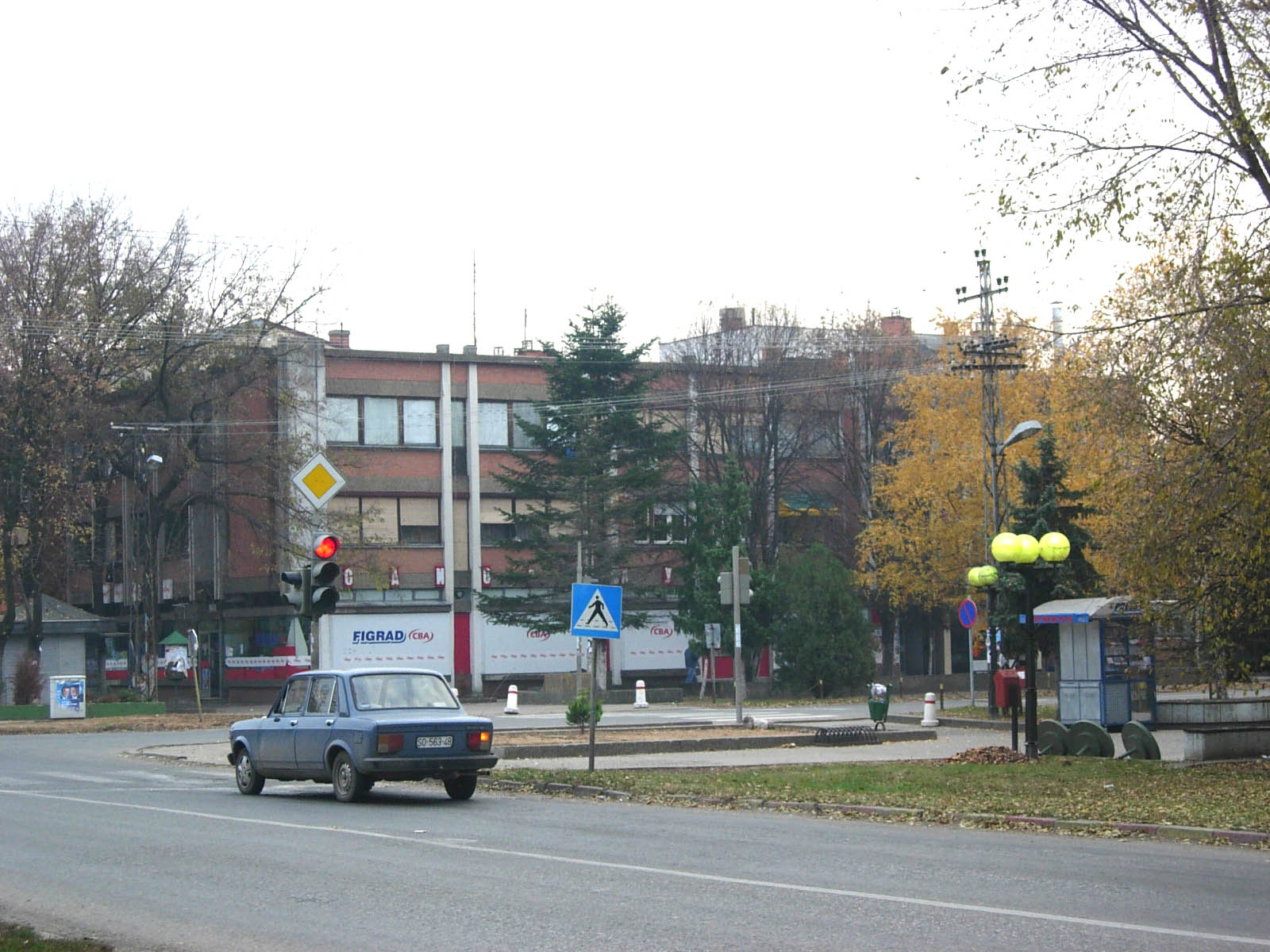
A városközpont

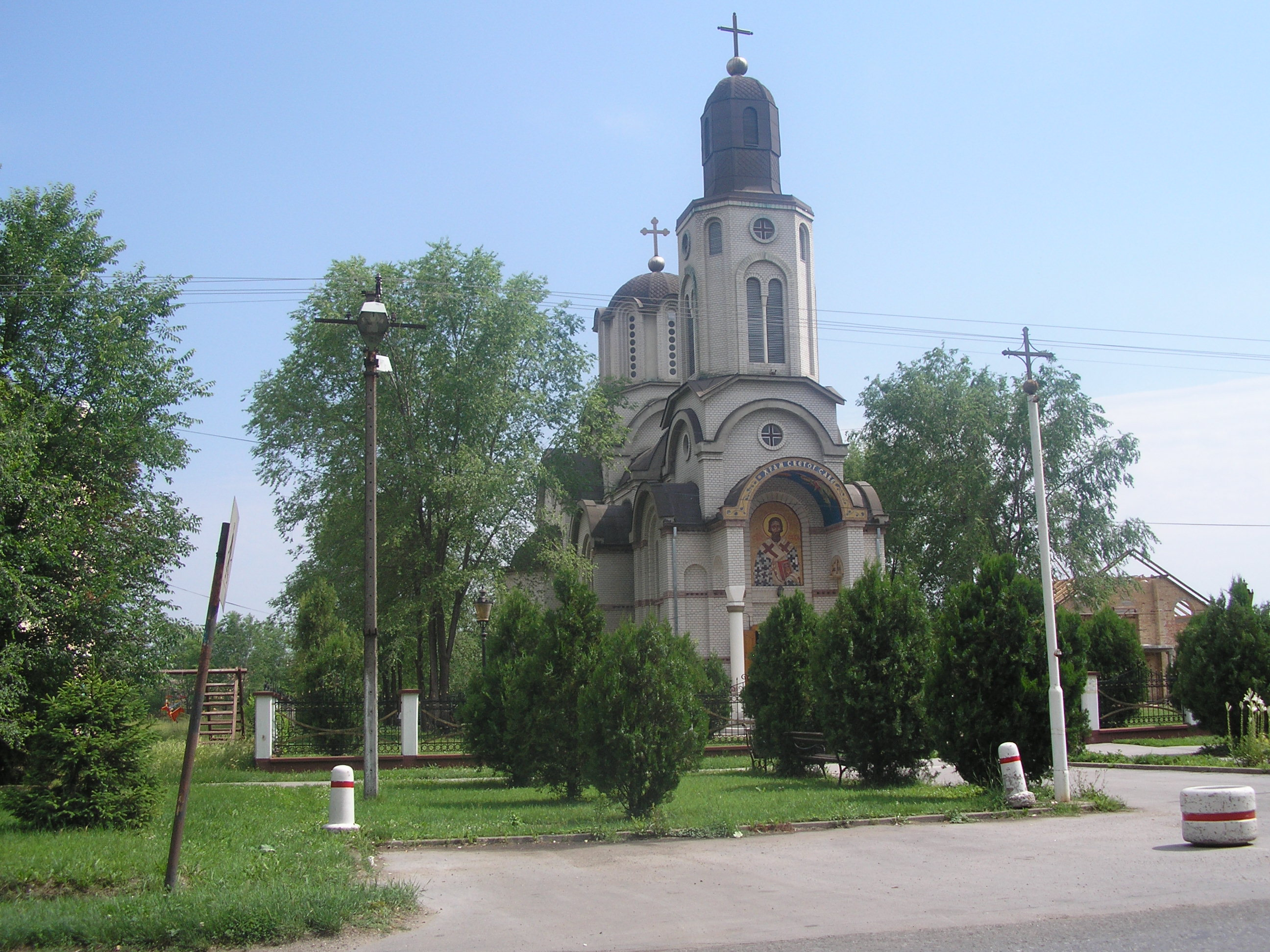
Az újonnan épült görögkeleti szerb templom

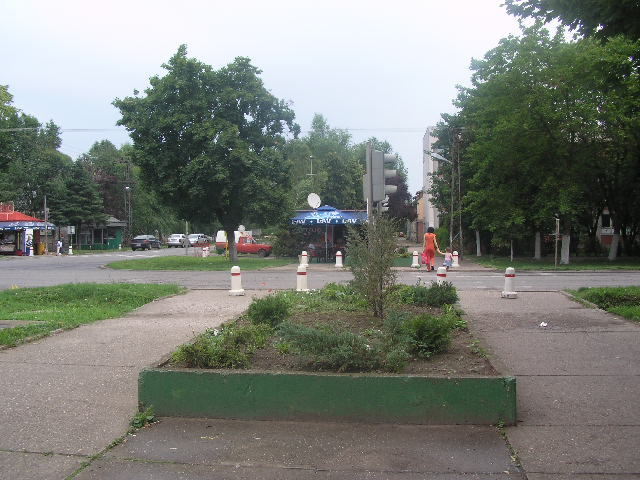
Cservenka központja

A történelem előtti időkben a település mai területe víz alatt állt, ugyanis a Duna és a Bácsgyulafalvai fennsík közötti területen széles tó hullámzott, melyet bizánci történészek Édes-tengernek neveztek. Területén kelta, majd római telepek nyomai kerültek elő. A 6. században szlávok, a 9. században magyarok érkeztek területére. A szerbek az 1389-es rigómezei vesztes csata után menekültek az akkori Dél-Magyarországra. A török hódítás azonban ide is elért, és a falu is elpusztult. Az elpusztult falut 1785-től németekkel telepítették újra, akik kiváló szőlőművelők voltak.
1910-ben 7674 lakosából 6861 német és 708 magyar volt.
A trianoni békeszerződésig Bács-Bodrog vármegye Kúlai járásához tartozott.
A német lakosság evangélikus és református vallású volt. Mindkét felekezetnek gyönyörű temploma állott a központban egymással átellenben, sajnos mindkettőt a föld színével tették egyenlővé a német lakosság kitelepítése után. A magyarok római katolikus vallásúak, neogótikus stílusban épült templomuk ma is áll a falu keleti részén.
1918-tól a Szerb–Horvát–Szlovén Királysághoz, 1941-1944 között ismét Magyarországhoz tartozott. 1918-ig és 1941-1944 között a kulai járás nagyközsége volt. A Geier-féle 4300 kataszteri holdas (1174 hektáros) nagybirtokot az agrárreform miatt felparcellázták. Területén (1912-ben) cukorgyár, szeszgyár, kekszgyár és téglagyár volt megtalálható. A második világháború alatt német lakosságát elhurcolták.
Négyosztályos, magyar tannyelvű általános iskoláját az 1950-es években felszámolták. A második világháború idején a Délvidéki Magyar Közművelődési Szövetség fiókegyesülete tevékenykedett, ami 1945 után József Attila Kultúregyletként működött tovább.
1944-ben téglagyárában a visszavonuló német katonák a zsidó foglyokból 700-at megöltek. A háború végén a kitelepített és elmenekült németek helyére szerbeket és montenegróiakat telepítettek be. A partizánok Scherer Lőrinc helyi rk. plébánost letartóztatták és kiszolgáltatták a szovjeteknek. Egy Moszkva környéki lágerben halt meg.
Radnóti Miklós magyar költő munkaszolgálatosként dolgozott a szerbiai Bor környéki táborokban. 1944. augusztus végén, szeptember első felében a táborhoz közeledtek a szovjet hadsereg és a jugoszláv partizánok egységei. Ezért a tábort fel kívánták számolni. A foglyokat, gyalog, nyugat felé indították el. A költő csoportja 1944. szeptember 17-én hagyta el a bori tábort és Žagubica, Krepoljin, Petrovac, Mala Krsna, Požaverac, Smederovo, Belgrád, Zemun, Pančevo, Jabuka, Galagonyás, Opovo, Perlez, Titel, Újvidék, Szenttamás, Csenej, Újverbász, Kúla, Cservenka útvonalon haladtak. A csoport őrzését Cservenkán a német SS vette át a magyar kerettől. Radnóti a második Razglednicáját Cservenkán írta, 1944. október 6-án. Október 7-éről 8-ára virradó éjszakán 700 és 1000 munkaszolgálatost végzett ki az SS.

| „Kilenc kilométerre innen égnek a kazlak és a házak, s a rétek szélein megülve némán riadt pórok pipáznak. Itt még vizet fodroz a tóra lépő apró pásztorleány s felhőt iszik a vízre ráhajolva a fodros birkanyáj.” Radnóti Miklós, Razglednicák (2.), Cservenka, 1944. október 6. | „Nine kilometres from here, look, the haystacks and homes consumed in blaze, the peasants smoke in silence by the meadow and huddle in a daze. But here, the shepherdess leaves in the water light ripples in her wake and gently dipping down, her curly flock drinks the clouds up in the lake.” (angolra fordította: Thomas Orszag-Land) |

## Népesség

### Demográfiai változások
| 1948 | 1953 | 1961 | 1971   | 1981   | 1991   | 2002   |
| ---- | ---- | ---- | ------ | ------ | ------ | ------ |
| 6879 | 7797 | 9369 | 10 098 | 10 629 | 10 409 | 10 163 |

## Híres emberek
- Itt született 1842. június 13-án Károli János (Karl) magyar ichthiológus és herpetológus,
- Itt született 1888. február 12-én Beregfy Károly vezérezredes, a Szálasi-kormány honvédelmi minisztere.

## Fotógaléria

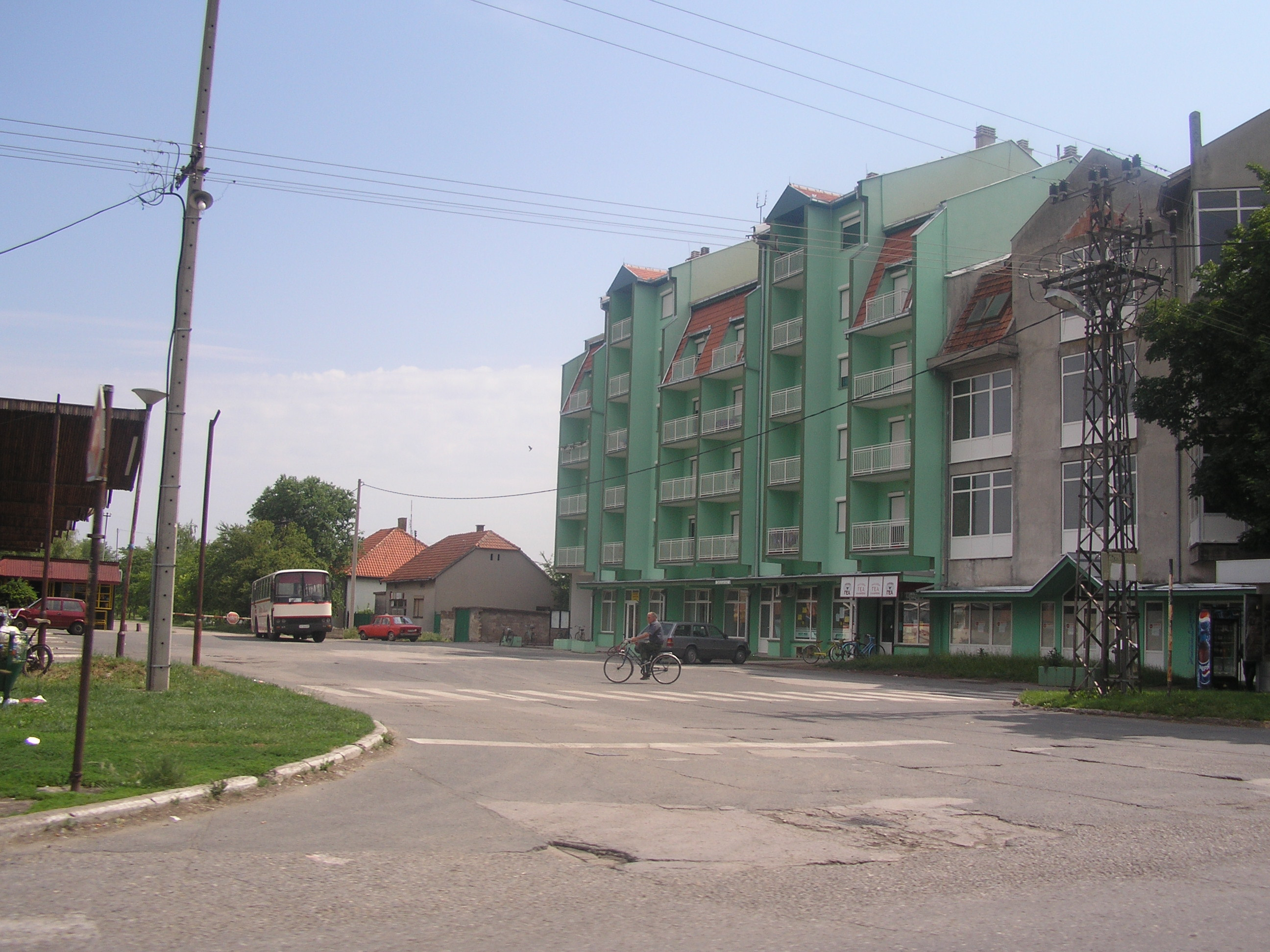
Lakóház a település centrumában
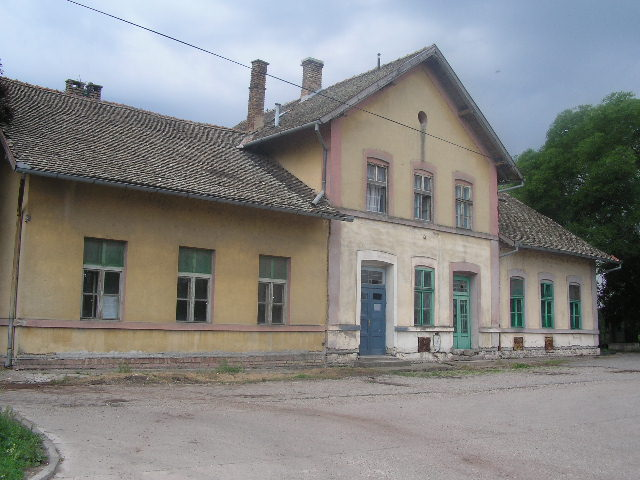
A vasútállomás
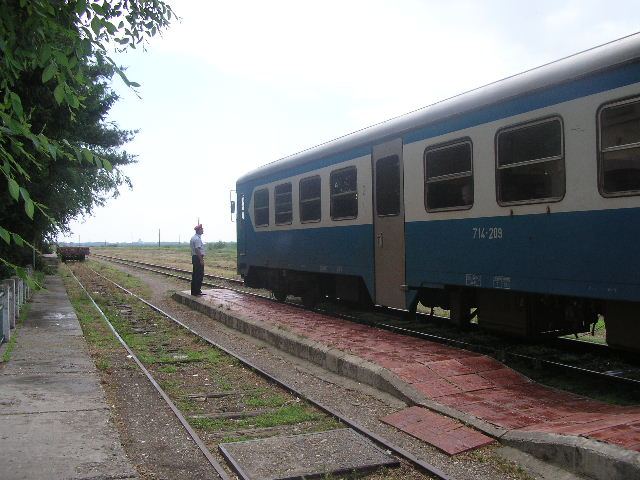
A forgalmista és állomásfőnök
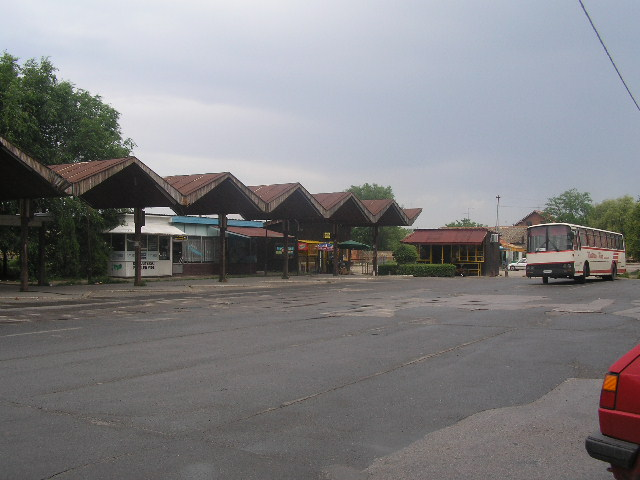
Az autóbusz-állomás

## Fordítás
Ez a szócikk részben vagy egészben  a   Crvenka című német Wikipédia-szócikk ezen változatának fordításán alapul.  Az eredeti cikk szerkesztőit annak laptörténete sorolja fel. Ez a jelzés csupán a megfogalmazás eredetét és a szerzői jogokat jelzi, nem szolgál a cikkben szereplő információk forrásmegjelöléseként.